# アデュア級潜水艦
| アドゥア級潜水艦 | アドゥア級潜水艦                                                 |
| ---------------- | ---------------------------------------------------------------- |
|                  |                                                                  |
| 艦級概観         |                                                                  |
| 艦種             | 潜水艦                                                           |
| 艦名             |                                                                  |
| 前級             | パール級                                                         |
| 次級             | アッチャイオ級                                                   |
| 性能諸元         |                                                                  |
| 排水量           | 水上680トン、水中844トン                                         |
| 全長             | 60.18m                                                           |
| 全幅             | 6.45m                                                            |
| 吃水             | 4.70m                                                            |
| 機関             | ディーゼルエンジン 2基、電動機 2基                               |
| 最大速力         | 水上14ノット、水中7.5ノット                                      |
| 航続距離         | 水中：74海里/4kt 水上：3,180海里/10.5kt                          |
| 乗員             | 45名                                                             |
| 兵装             | 53.3cm魚雷発射管6門（前部4門、後部2門） 13.2mm機銃2丁 100mm砲1門 |

アドゥア級潜水艦 (Sommergibili Classe Adua) はイタリア海軍の中型潜水艦で、第二次世界大戦で用いられた。ペルラ級とほぼ同型であり、600型に属する。イタリア海軍でもっとも同型艦の多い潜水艦であり、20隻が建造されそのうち3隻は戦前にブラジルへ売却された。第二次世界大戦では主に地中海で作戦に従事し、このうちゴンダルとシレは人間魚雷搭載艦に改造されアレクサンドリア港攻撃などを行い大きな戦果をあげた。終戦までにアラジ以外の16隻が失われている。

## 同型艦
- アデュア（Adua）：1936年9月13日進水。1941年9月30日、イギリス駆逐艦「グルカ」、「リージョン」の攻撃で沈没。
- アラジ（Alagi）：1936年11月15日進水。1948年2月1日、売却。
- アラダム（Aradam）：1936年10月18日進水。1944年9月4日、空襲で沈没。
- アシアンギ（Ascianghi）：1937年12月5日進水。1943年7月23日、イギリス駆逐艦「ラフォーレイ」、「エクリプス」の攻撃で沈没。
- アクスム（Axum）：1936年9月27日進水。1943年12月28日、自沈。
- ベイルル（Beilul）：1938年5月22日進水。1944年5月、空襲で沈没。
- ダガブール（Dagabur）：1936年11月22日進水。1942年8月12日、イギリス駆逐艦「ウルヴァリン」の攻撃で沈没。
- デシエ（Dessiè）：1936年11月22日進水。1942年11月28日、イギリス駆逐艦「キベロン」、「クエンティン」の攻撃で沈没。
- ドゥルボ（Durbo）：1938年3月6日進水。1940年10月18日、イギリス駆逐艦「ファイアドレイク」、「レスラー」の攻撃で沈没。
- ゴンダル（Gondar）：1937年10月3日進水。1940年10月18日、オーストラリア駆逐艦「スチュアート」、イギリス駆逐艦「ダイアモンド」およびサンダーランド飛行艇の攻撃で沈没。
- ラフォレ（Lafolè）：1938年4月10日進水。1940年10月20日、イギリス駆逐艦「ギャラント」、「ホットスパー」、「グリフィン」の攻撃で沈没。
- マカッレ（Macallè）：1936年10月29日進水。1940年6月15日座礁、沈没。
- ネゲッリ（Neghelli）：1937年11月7日進水。1941年1月19日、イギリス駆逐艦「グレイハウンド」の攻撃で沈没。
- シレ（Scirè）：1938年1月6日進水。1942年8月10日、イギリスのトローラー「アイラ」の攻撃で沈没。
- テンビエン（Tembien）：1938年2月6日進水。1941年8月2日、イギリス巡洋艦「ハーマイオニー」の攻撃で沈没。
- ウアルシエク（Uarsciek）：1937年9月19日進水。1942年12月15日、イギリス駆逐艦「ペタード」、ギリシャ駆逐艦「ヴァシリッサ・オルガ」の攻撃で沈没。
- ウエビ・シェベリ（Uebi Scebeli）：1937年10月3日進水。1940年6月29日、イギリス駆逐艦「デインティ」、「アイレクス」の攻撃で沈没。

## 参考図書
- 「世界の艦船増刊第20集　第２次大戦のイタリア軍艦」（海人社）